# Conroe (Texas)
Conroe es una ciudad ubicada en el condado de Montgomery en el estado estadounidense de Texas. En el Censo de 2020 tenía una población de 89.956 habitantes y una densidad poblacional de 488,59 personas por km².

## Geografía
Conroe se encuentra ubicada en las coordenadas 30°18′58″N 95°28′12″O / 30.31611, -95.47000. Según la Oficina del Censo de los Estados Unidos, Conroe tiene una superficie total de 137.71 km², de la cual 136.53 km² corresponden a tierra firme y (0.86%) 1.18 km² es agua.

## Demografía
Según el censo de 2010, había 56.207 personas residiendo en Conroe. La densidad de población era de 408,16 hab./km². De los 56.207 habitantes, Conroe estaba compuesto por el 69.65% blancos, el 10.33% eran afroamericanos, el 1.22% eran amerindios, el 1.82% eran asiáticos, el 0.04% eran isleños del Pacífico, el 13.68% eran de otras razas y el 3.25% pertenecían a dos o más razas. Del total de la población el 38.54% eran hispanos o latinos de cualquier raza.

## Educación
El Distrito Escolar Independiente de Conroe gestiona escuelas públicas.